# Discorso sulla Legge e sulla Grazia
Il Discorso sulla Legge e sulla Grazia (in antico ecclesiastico:Слово о законѣ и благодѣти; in russo moderno: Слово о законе и благодати, Slova a zakonje i blagadati) è un'opera facente parte della letteratura russa antica.

## Storia
È considerata la prima opera originale della letteratura russa, dopo secoli di imitazione dotta da parte degli scribi.
L'autore dell'opera sembrerebbe che sia Ilarione di Kiev, metropolita di Kiev dal 1051 al 1053. Malgrado ciò, permangono dubbi sulla attribuzione di un preciso autore, oltre i dubbi di una documentazione testuale che appare alquanto incerta.
Tuttavia, secondo A.N. Uzhankova, il componimento fu pronunciato presso il Portone d'Oro della Chiesa dell'Annunciazione a Kiev la sera del 25 marzo 1038.

## Contenuto
Si tratta di un componimento solenne, tramandato da più di cinquanta codici.
Tutti i temi di questi codici convergono, in ordine, in un motivo di tesi generale: l'opera di cristianizzazione da parte del principe Vladimir, che fu dettata dalla Grazia e per questo motivo l'antica Rus' di Kiev era superiore ai popoli precristiani (in particolare agli ebrei), poiché la Grazia tramandata da Gesù è superiore alle Leggi di Mosè.
Non si tratterebbe di un componimento oratorio, bensì di una narrazione. 
Il principe Vladimir viene celebrato come cristianizzatore, arricchendo così' l'opera di formule agiografico-liturgiche.
Le referenze alle Sacre Scritture conferiscono ai testi e allo slavo ecclesiastico una complessità e una dignità retorica, assimilabile ai modelli greci.